# Renaud Jay
Renaud Jay (* 12. August 1991 in Moûtiers) ist ein französischer Skilangläufer.

## Werdegang
Jay trat bis 2011 bei den Junioren an. Seit 2011 nimmt er vorwiegend am Alpencup teil. Dabei belegte er einmal den dritten und einmal den zweiten Platz. Sein erstes Weltcuprennen lief er im Dezember 2011, welches er mit dem 65. Platz im Sprint beendete. Im Dezember 2012 holte er in Canmore mit dem 30. Platz im Sprint seinen ersten Weltcuppunkt. Bei den Olympischen Winterspielen 2014 in Sotschi belegte er den 14. Platz im Sprint. Zu Beginn der Saison 2015/16 erreichte er mit dem siebten Platz im Sprint in Davos seine erste Top-Zehn-Platzierung im Weltcupeinzel. Im weiteren Saisonverlauf kam er sechsmal in die Punkteränge, darunter dreimal unter die ersten Zehn und belegte damit den 15. Platz im Sprintweltcup. Im Januar 2016 errang er mit dem zweiten Platz in Planica zusammen mit Baptiste Gros im Teamsprint seine erste Podestplatzierung im Weltcup. Bei den nordischen Skiweltmeisterschaften 2017 in Lahti belegte er den 30. Platz im Sprint und bei den nordischen Skiweltmeisterschaften 2019 in Seefeld in Tirol den 19. Rang im Sprint. In der Saison 2019/20 siegte er in Dresden zusammen mit Lucas Chanavat im Teamsprint und erreichte in Åre mit dem dritten Platz im Sprint seine erste Podestplatzierung im Weltcupeinzel. Nach Platz 60 beim Ruka Triple zu Beginn der Saison 2020/21, kam er mit zwei zweiten Plätzen auf den zweiten Platz in der Gesamtwertung des Alpencups. Beim Saisonhöhepunkt, den nordischen Skiweltmeisterschaften 2021 in Oberstdorf errang er den 32. Platz im Sprint. Im folgenden Jahr belegte er bei den Olympischen Winterspielen 2022 in Peking den 27. Platz im Sprint. Die Saison 2022/23 war die erfolgreichste Saison seiner Karriere. So gewann er den Teamsprint in Livigno zusammen mit Richard Jouve, wurde im Sprint bei den nordischen Skiweltmeisterschaften 2023 in Planica 8. und gewann die Bronzemedaille im Teamsprint mit ebenfalls mit Richard Jouve. Dazu schaffte er es acht Mal einen Platz in den Top 10 zu belegen. Die Saison beendete Jay auf Platz 23 im Gesamtweltcup und Platz 9 in der Sprintwertung. In der Nachfolge Saison konnte Jay nicht an seine Leistungen anknüpfen und schaffte es lediglich beim Sprint in Lahti in die Top 10. Die Saison 2024/25 verlief für Jay noch enttäuschender. So hatte er oft Probleme in die Top 30 zu laufen und wurde teilweise nicht in den französischen Nationalkader beordert. Trotz eines Achten Platzes in Cogne durfte Jay nicht bei den nordischen Skiweltmeisterschaften 2025 in Trondheim starten. Beim Teamsprint Freistil in Lahti am 22. März 2025 wurde er gemeinsam mit Lucas Chanavat 15. Dies war das letzte Rennen seiner Karriere.

## Teilnahmen an Weltmeisterschaften und Olympischen Winterspielen

### Olympische Spiele
- 2014 Sotschi: 14. Platz Sprint Freistil
- 2022 Peking: 27. Platz Sprint Freistil

### Nordische Skiweltmeisterschaften
- 2017 Lahti: 30. Platz Sprint Freistil
- 2019 Seefeld in Tirol: 19. Platz Sprint Freistil
- 2021 Oberstdorf: 32. Platz Sprint klassisch
- 2023 Planica: 3. Platz Teamsprint Freistil, 8. Platz Sprint klassisch

## Weltcupsiege im Team
| Nr. | Datum           | Ort     | Disziplin                        |
| --- | --------------- | ------- | -------------------------------- |
| 1.  | 12. Januar 2020 | Dresden | 6 × 1,3 km Teamsprint Freistil 1 |
| 2.  | 22. Januar 2023 | Livigno | 6 × 1,2 km Teamsprint Freistil 2 |

## Platzierungen im Weltcup

### Weltcup-Statistik
Die Tabelle zeigt die erreichten Platzierungen im Einzelnen.
- 1.–3. Platz: Anzahl der Podiumsplatzierungen
- Top 10: Anzahl der Platzierungen unter den ersten zehn
- Punkteränge: Anzahl der Platzierungen innerhalb der Punkteränge
- Starts: Anzahl gelaufener Rennen in der jeweiligen Disziplin
- Hinweis: Bei den Distanzrennen erfolgt die Einordnung gemäß FIS.

| Platzierung               | Distanzrennen a | Distanzrennen a | Distanzrennen a | Distanzrennen a | Distanzrennen a | Skiathlon Verfolgung | Sprint | Etappen- rennen b | Gesamt | Team   | Team    |
| Platzierung               | ≤ 5 km          | ≤ 10 km         | ≤ 15 km         | ≤ 30 km         | > 30 km         | Skiathlon Verfolgung | Sprint | Etappen- rennen b | Gesamt | Sprint | Staffel |
| ------------------------- | --------------- | --------------- | --------------- | --------------- | --------------- | -------------------- | ------ | ----------------- | ------ | ------ | ------- |
| 1. Platz                  |                 |                 |                 |                 |                 |                      |        |                   |        | 2      |         |
| 2. Platz                  |                 |                 |                 |                 |                 |                      |        |                   |        | 1      |         |
| 3. Platz                  |                 |                 |                 |                 |                 |                      | 1      |                   | 1      |        |         |
| Top 10                    |                 |                 |                 |                 |                 |                      | 18     |                   | 18     | 12     | 2       |
| Punkteränge               |                 | 3               | 2               |                 |                 | 1                    | 77     | 1                 | 84     | 19     | 2       |
| Starts                    | 1               | 9               | 14              | 2               | 1               | 11                   | 107    | 4                 | 149    | 19     | 2       |
| Stand: Saisonende 2024/25 |                 |                 |                 |                 |                 |                      |        |                   |        |        |         |

### Weltcup-Gesamtplatzierungen
| Saison  | Gesamt | Gesamt | Distanz | Distanz | Sprint | Sprint |
| Saison  | Punkte | Platz  | Punkte  | Platz   | Punkte | Platz  |
| ------- | ------ | ------ | ------- | ------- | ------ | ------ |
| 2012/13 | 1      | 166.   | -       | -       | 1      | 107.   |
| 2013/14 | 44     | 95.    | -       | -       | 44     | 44.    |
| 2014/15 | 108    | 58.    | -       | -       | 108    | 21.    |
| 2015/16 | 172    | 40.    | -       | -       | 172    | 15.    |
| 2016/17 | 41     | 92.    | -       | -       | 41     | 41.    |
| 2017/18 | 64     | 73.    | -       | -       | 64     | 32.    |
| 2018/19 | 123    | 48.    | -       | -       | 123    | 22.    |
| 2019/20 | 162    | 42.    | 12      | 74.     | 150    | 13.    |
| 2020/21 | 44     | 75.    | -       | -       | 44     | 34.    |
| 2021/22 | 94     | 47.    | -       | -       | 94     | 23.    |
| 2022/23 | 731    | 23.    | 64      | 78.     | 634    | 9.     |
| 2023/24 | 439    | 44.    | 8       | 119.    | 431    | 18.    |
| 2024/25 | 168    | 89.    | -       | -       | 168    | 38.    |